# Niemegk
Niemegk (pronunciación en alemán: /ˈniːmɛk/ⓘ) es un municipio situado en el distrito de Potsdam-Mittelmark, en el estado federado de Brandeburgo (Alemania), a una altitud de 75 metros. Su población a finales de 2016 era de unos 2000 habs. y su densidad poblacional, 45 hab/km².